# William Henry Griffith Thomas
William Henry Griffith Thomas (ur. 2 stycznia 1861, zm. 2 czerwca 1924) – teolog i duchowny anglikański, propagator dyspensacjonalizmu.

## Życiorys
Był absolwentem w King’s College w Londynie oraz Uniwersytetu Oksfordzkiego. Ordynowany w 1886 na duchownego Kościoła Anglii. Początkowo był pastorem w Londynie, a później pryncypałem ewangelikalnego Wicliffe Hall uniwersytetu w Oksfordzie (1905-1910). Wspierał ruch religijny koncentrujący się wokół konwencji w Keswick. W 1910 wyjechał do Kanady. Tam został profesorem teologii w Wycliffe College w Toronto. W USA założył istotne dla amerykańskiego ewangelikalizmu Dallas Theological Seminary w Teksasie. Pośród wielu jego publikacji najważniejsza jest wydana pośmiertnie teologia dogmatyczna pt. Principles of Theology. An Introduction to the Thirty-Nine Articles (1930).

## Literatura
Tadeusz J. Zieliński, Protestantyzm ewangelikalny. Studium specyfiki religijnej, wyd. 2. Katowice 2014 ISBN 978-83-931204-9-9 s. 319.